# 2008年电子游戏界

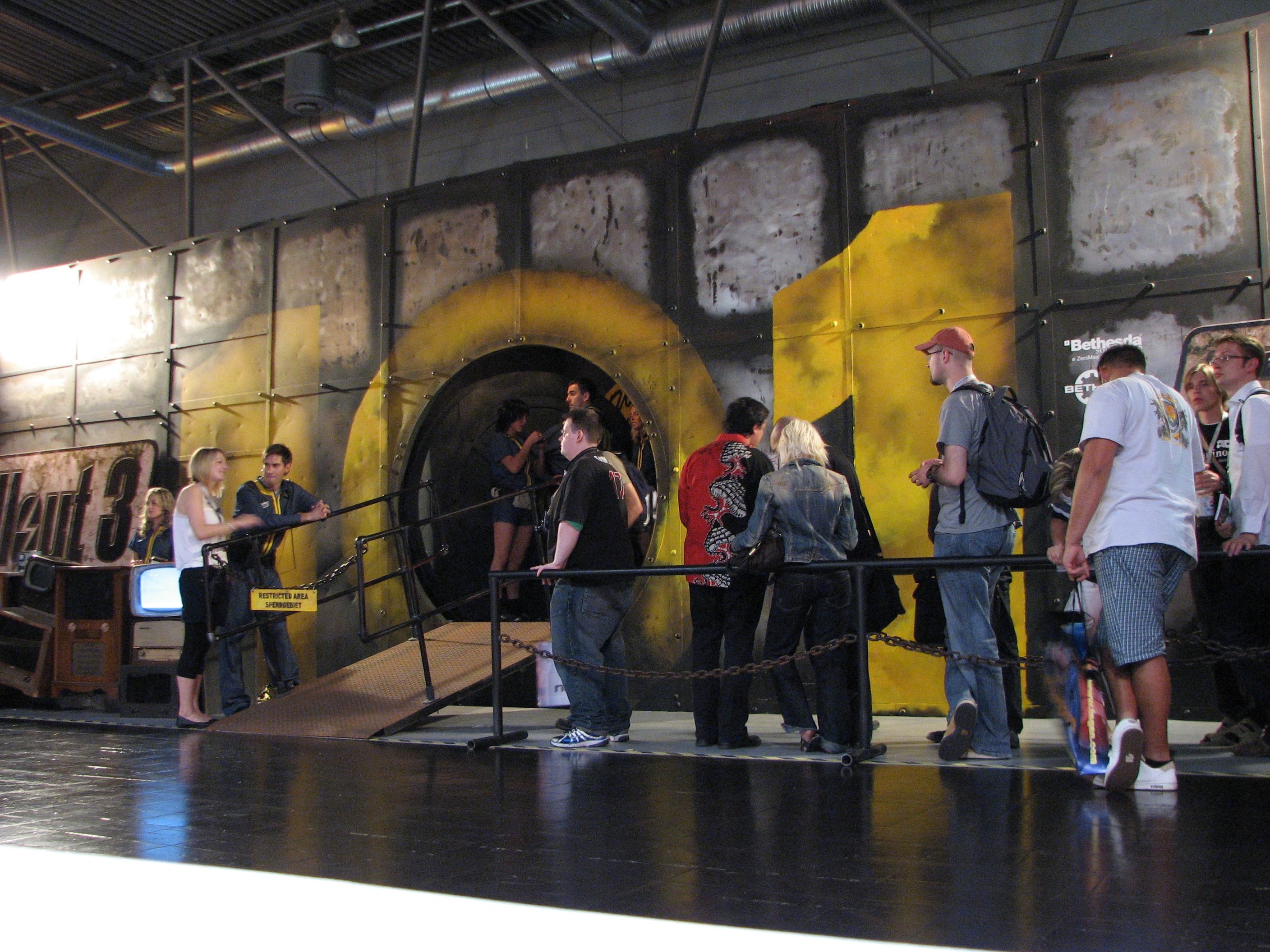
2008年的莱比锡游戏展。

在2008年电子游戏界，诸多续作和新的系列游戏出现。全新系列游戏有《Army of Two》、《死亡空间》、《求生之路》、《小小大星球》、《镜之边缘》、《Race Driver: Grid》和《孢子》等。

## 事件
7月28日 暴雪娱乐在法国巴黎公布《暗黑破坏神III》。
11月13日 Zeebo公布。该平台主要投向发展中国家。